# Karakteristieke sterkte
De karakteristieke sterkte van een materiaal of onderdeel is die sterkte die door het merendeel (meestal > 95%) van de materialen of onderdelen bereikt wordt. Het begrip speelt vooral een rol als er sprake is van spreiding in de sterkte. Als we de spreiding in de sterkte {\displaystyle f} als normaal verdeeld beschouwen, wordt de karakteristieke sterkte {\displaystyle f_{k}} bepaald door:
{\displaystyle p=P(f\geq f_{k})=1-\Phi \left({\frac {f_{k}-\mu }{\sigma }}\right)},
waarin {\displaystyle \Phi } de verdelinsfunctie van de standaardnormale verdeling is, {\displaystyle \mu } de verwachtingswaarde en {\displaystyle \sigma } de standaardafwijking van de sterkte is, en {\displaystyle p} de gewenste fractie. Dit betekent dat:
{\displaystyle f_{k}=\mu -\alpha \cdot \sigma },
met 
{\displaystyle \alpha =\Phi ^{-1}(p)},
het {\displaystyle 100p}-de percentiel van de standaard normale verdeling.
De karakteristieke sterkte kan uit een steekproef van metingen van de sterkte aan een aantal proefstukken geschat worden als:
{\displaystyle f_{k}\approx {\overline {f}}-\alpha \cdot s},
waarin {\displaystyle s^{2}} de steekproefvariantie is, een schatting voor {\displaystyle \sigma ^{2}} en {\displaystyle {\overline {f}}} de gemiddelde sterkte in de steekproef is, een schatting voor {\displaystyle \mu }. Het getal {\displaystyle \alpha } is afhankelijk van het gewenste deel materialen dat sterker moet zijn dan de karakteristieke waarde; voor een deel van meer dan 95% is {\displaystyle \alpha =1{,}64}, voor hogere zekerheden stijgt {\displaystyle \alpha }.
Ingenieurs gaan uit veiligheidsoverwegingen bij hun berekeningen niet uit van de gemiddelde sterkte, maar gebruiken een rekenwaarde die bepaald wordt door de karakteristieke sterkte te delen door een veiligheidsfactor groter dan een. Het materiaal wordt daarbij als het ware gekarakteriseerd door {\displaystyle f_{k}}.

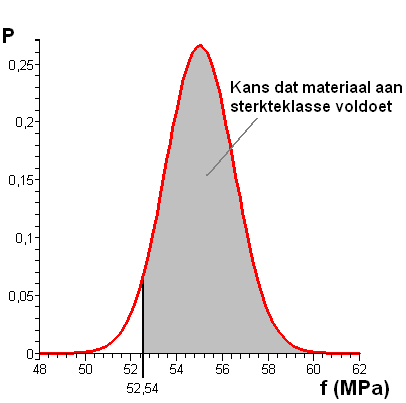
De kans dat een proefstuk aan sterkteklasse 52,54 MPa voldoet is het grijze oppervlak (hier ongeveer gelijk aan 0,95 = 95%). De rode kromme stelt een normale dichtheid voor met als parameters het gemiddelde en de spreiding van de metingen.

## Voorbeeld
Uit het testen van enkele proefstukken van beton met sterkteklasse 52,5 (m.a.w. met een gegarandeerde minimumdruksterkte van 52,5 MPa) werden de gemiddelde druksterkte en de spreiding hierin berekend: 
{\displaystyle {\overline {f}}=55\,}MPa en {\displaystyle s=1{,}5\,}MPa.
Daarmee kan voor een zekerheid van 95% een karakteristieke sterkte bepaald worden:
{\displaystyle f_{k}=55-1{,}64\times 1{,}5=52{,}54}
Minstens 95% van de proefstukken zal aan de sterkteklasse voldoen (een druksterkte hoger dan 52,54), wat een aanvaardbaar risico geacht wordt.
We merken nog op dat een gemiddelde waarde hoger dan de vereiste sterkte niet volstaat. Is de spreiding in het voorbeeld hierboven dubbel zo groot ({\displaystyle s=3\,}MPa), dan is de kans op een te zwak proefmonster reeds 20%!